# 韦恩·卡罗尔
韦恩·卡罗尔（英語：Wayne Carroll，1959年2月16日—），澳大利亚篮球运动员。他参加了1984年夏季奥林匹克运动会和1988年夏季奥林匹克运动会的男子篮球比赛。